# Brezna, Gornji Milanovac
Brezna (izvirno srbsko Брезна) je naselje v Srbiji, ki upravno spada pod Občino Gornji Milanovac; slednja pa je del Moraviškega upravnega okraja.

## Demografija
V naselju, katerega izvirno (srbsko-cirilično) ime je Брезна, živi 182 polnoletnih prebivalcev, pri čemer je njihova povprečna starost 46,8 let (44,4 pri moških in 49,8 pri ženskah). Naselje ima 78 gospodinjstev, pri čemer je povprečno število članov na gospodinjstvo 2,68.
To naselje je, glede na rezultate popisa iz leta 2002, večinoma srbsko, a v času zadnjih treh popisov je opazno zmanjšanje števila prebivalcev.
|  |

| Demografija | Demografija     | Demografija     |
| Leto        | Št. prebivalcev | Št. prebivalcev |
| ----------- | --------------- | --------------- |
|             |                 |                 |
|             |                 |                 |
|             |                 |                 |
|             |                 |                 |
| 1948        | 572             |                 |
| 1953        | 559             |                 |
| 1961        | 555             |                 |
| 1971        | 421             |                 |
| 1981        | 376             |                 |
| 1991        | 287             | 273             |
| 2002        | 222             | 209             |
|             |                 |                 |

| Etnična sestava po popisu iz leta 2002 | Etnična sestava po popisu iz leta 2002 | Etnična sestava po popisu iz leta 2002 | Etnična sestava po popisu iz leta 2002 | Etnična sestava po popisu iz leta 2002 |
| -------------------------------------- | -------------------------------------- | -------------------------------------- | -------------------------------------- | -------------------------------------- |
| Srbi                                   | Srbi                                   |                                        | 199                                    | 95,21%                                 |
| Jugoslovani                            | Jugoslovani                            |                                        | 7                                      | 3,34%                                  |
| Slovenci                               | Slovenci                               |                                        | 1                                      | 0,47%                                  |
| Neznano                                | Neznano                                |                                        | 2                                      | 0,95%                                  |